# Neoathyreus excavatus
Neoathyreus excavatus är en skalbaggsart som beskrevs av François Louis Nompar de Caumont de Laporte 1840. Neoathyreus excavatus ingår i släktet Neoathyreus och familjen Bolboceratidae. Inga underarter finns listade i Catalogue of Life.